# Metagyndes chilensis
Metagyndes chilensis is een hooiwagen uit de familie Gonyleptidae.